# Ringfort von Aghadegnan
 Das Ringfort von Aghadegnan liegt bei Templemichael, nördlich von Longford im Townland Aghadegnan (irisch Achadh Duígeannáin) im County Longford in Irland. Es ist ein einfach umwallter Rath von etwa 61,0 m Durchmesser, an der Westseite einer Feldgrenze, der teilweise von einem Feldzaun durchschnitten wird. Im 19. Jahrhundert wurde die Anlage zum Teil eingeebnet, das Innere wurde durch landwirtschaftlichen Anbau stark verändert und ein Großteil des Grabens wurde in die Feldentwässerung eingegliedert. Zwei Ausgrabungskampagnen, bei denen die nördliche Hälfte untersucht wurde, wurden 1991 und 1993 unternommen.
Die Ausgrabungen ergab einen Palisadengraben und mindestens vier runde, durch Pfostenlöcher definierte Strukturen. Eine vom Palisadengraben durchschnittene Struktur ergab ein kalibriertes C14-Datum von 431 n. Chr. Zwei C14-Daten von der Eisenbearbeitung auf den oberen Schichten gaben ein kalibriertes Datum von 534 n. Chr. Obwohl im Inneren Postlöcher von Strukturen gefunden wurden, war die Stratigraphie hier durch den späteren landwirtschaftlichen Anbau fast vollständig gestört. Es war daher unmöglich, die Strukturen innerhalb des Forts mit einer Phase der Aktivität in Verbindung zu bringen.
Eine C14-Datierung der Tierknochen an der Basalschicht des Walls ergab ein Datum von 636 n. Chr. An der Grabenbasis ergaben C14-Daten von Holz und Knochen kalibrierte Daten zwischen dem späten 7. und dem späten 9. Jahrhundert n. Chr. Eine hölzerne Struktur wurde entlang jeder Grabenseite am Eingang freigelegt. 
Die Funde enthielten eine Bronzenadel unsicheren Datums, ein Mahlsteinfragment und ein Webgewicht. Es wurden keine datierbaren Funde aus der Ringfortzeit gefunden. Diese mehrphasige Stätte ist eine wichtige Ergänzung zu anderen Ringforts, da sie die Wahrscheinlichkeit einer offenen Siedlung anzeigt, die vor der geschlossenen Siedlung liegt. Es ist auch einer von wenigen Standorten, die Belege für Palisaden liefern, die vor der Datierung von Wall und Graben liegen.